# Bob Belden
James Robert Belden (Charleston (South Carolina), 31 oktober 1956 - New York, 20 mei 2015) was een Amerikaanse jazz-saxofonist (tenorsaxofoon en sopraansaxofoon), keyboard-speler, arrangeur, componist, bigband-leider, orkestleider en reissue-producer. Hij kreeg verschillende Grammy's voor zijn compositie "The Black Dahlia" en de liner notes voor enkele heruitgaven van Miles Davis.

## Beginjaren
Belden groeide op in Goose Creek. Na zijn studies aan de University of North Texas (saxofoon, compositie en arrangeren) werd hij, in 1978, lid van de bigband van Woody Herman. In de eerste helft van de jaren tachtig speelde hij met Donald Byrd (1981-1985) en bij het orkest van Mel Lewis. In 1983 verhuisde hij naar New York, waar hij als arrangeur meewerkte aan (televisie-)films. In de periode 1984-1988 was hij arrangeur bij ESPN.

## Platen maken en produceren
In 1989 kreeg een platencontract bij Sunnyside Records en Blue Note Records en een jaar later verschenen bij Sunnyside zijn eerste albums met het Bob Belden Ensemble, Treasure Island en La Cigale. In 1991 kwam bij Blue Note een plaat van jazzinterpretaties van Sting-nummers uit, gespeeld door zijn ensemble. In de jaren erna kwam hij tevens met albums met Prince- en Beatles-songs. Voor (onder andere) Blue Note ging hij ook platen produceren en in 1997 werd hij A&R-manager van dit label. In de jaren negentig nam hij met een groep van studiomusici albums op, die jazz en elektronica combineerden. In 2001 kwam Black Dahlia uit, waarvoor Belden een Grammy kreeg. Dit album was ook een commercieel succes.

## Producer-heruitgaven
Sinds het begin van de jaren negentig werkte hij met Michael Cuscuna voor Sony/Columbia aan de (her)uitgave van talloze jazzplaten, ook in de vorm van cd-boxen. Voor deze albums en boxen schreef hij ook de hoesteksten. Voor zijn werk voor de re-releases van Miles Davis kreeg Belden drie Grammy's, in de categorieën 'Best Historical Album' en 'Best Album Notes'. Een van die Grammy's deelde hij met Michael Cuscuna en Todd Coolman, voor de box studio-opnames van Davis in de jaren 1965-1968.
In februari 2015 maakte Belden met zijn groep 'Animation' een korte tournee door Iran.
Belden overleed aan de gevolgen van een hartaanval.

## Discografie
als leider:
- Treasure Island, Sunnyside, 1990
- La Cigale, Sunnyside, 1990
- Straight to My Heart: The Music of Sting, Blue Note, 1991
- Turandot (alleen in Japan uitgebracht, 1992
- When Doves Cry: The Music of Prince, Blue Note, 1994
- Shades of Blue, Blue Note, 1996
- Strawberry Fields, Blue Note, 1996
- Tapestry, Blue Note, 1997
- Black Dahlia, Blue Note, 2001
- Three Days of Rain, Sunnyside, 2006

met Animation:
- Asiento, RareNoise Records, 2010
- Agemo, RareNoise Records, 2011
- Transparent Heart, RareNoise Records, 2012

als co-leider:
- Re-Animation Live! (met Tim Hagans), Blue Note, 1999